# Les Desseins de la providence
Les Desseins de la providence est une pièce de théâtre de Sacha Guitry, une comédie en deux actes créée au Théâtre de la Madeleine en 1932.
Cette comédie et Mon double et ma moitié sont repris dans le film Je l'ai été trois fois réalisé par Sacha Guitry en 1952.